# Аве, Цезаре!
Аве, Цезаре! (енгл. Hail, Caesar!) америчко британска је филмска црна комедија из 2016. године у режији и по сценарију Џоела и Итана Коена, док су продуценти филма браћа Коен, Тим Беван и Ерик Фелнер. Филмску музику је компоновао Картер Бурвел.
У филму је представљена ансамблска подела улога коју чине Џош Бролин, Џорџ Клуни, Олден Еренрајх, Рејф Фајнс, Џона Хил, Скарлет Џохансон, Франсес Макдорманд, Тилда Свинтон и Ченинг Тејтум. Дистрибуиран од стране Universal Picturesа, светска премијера филма је била одржана 5. фебруара 2016. године у Сједињеним Америчким Државама.
Буџет филма је износио 22 милиона долара, а зарада од филма је 63,6 милиона долара.

## Радња
Филм прати један дан у животу студијског „поправљача”, који има доста проблема које треба да реши.

## Улоге
| Глумац             | Улога                  |
| ------------------ | ---------------------- |
| Џош Бролин         | Еди Меникс             |
| Џорџ Клуни         | Бард Витлок            |
| Олден Еренрајх     | Хоби Дајл              |
| Рејф Фајнс         | Лоренс Лауренц         |
| Џона Хил           | Џозеф Силвермен        |
| Скарлет Џохансон   | Диана Моран            |
| Франсес Макдорманд | Калхун                 |
| Тилда Свинтон      | Тора Такер/Тизли Такер |
| Ченинг Тејтум      | Барт Гарни             |